# Mortefontaine (Oise)
Mortefontaine – miejscowość i gmina we Francji, w regionie Hauts-de-France, w departamencie Oise.
Według danych na rok 1990 gminę zamieszkiwały 734 osoby, a gęstość zaludnienia wynosiła 48 osób/km² (wśród 2293 gmin Pikardii Mortefontaine plasuje się na 390. miejscu pod względem liczby ludności, natomiast pod względem powierzchni na miejscu 188.).